# خوان كاميلو سايز
خوان كاميلو سايز (بالإسبانية: Juan Camilo Saiz) (1 مارس 1992 في كولومبيا - ) هو لاعب كرة قدم كولومبي في مركز الدفاع. لعب مع إنديبندينتي ميديلين.

## وصلات خارجية
- خوان كاميلو سايز على موقع الاتحاد الدولي (مؤرشف)  (الإنجليزية)
- خوان كاميلو سايز على موقع قاعدة بيانات كرة القدم.إي يو (الإنجليزية)
- خوان كاميلو سايز على موقع Soccerway.com (الإنجليزية)
- خوان كاميلو سايز على موقع AS.com (الإسبانية)